# Cees Links
Cees Links (Amsterdam, 1957) is een Nederlands ondernemer. Hij is de oprichter en directeur van GreenPeak Technologies, een Fabless halfgeleiderbedrijf dat applicaties maakt voor domotica en het internet der dingen (IoT). Hij is echter vooral bekend van zijn rol in het ontwikkelen van WaveLAN, de voorloper van wifi, evenals wifi zelf, en zijn bijdrage aan de ontwikkeling aan de daaropvolgende wifistandaard.

## Biografie
Links werd in 1957 in Amsterdam geboren, waar hij tevens opgroeide. Hij heeft zes broers en zussen. 
Hij is de zoon van Thea van der Kolk en Piet Links, een wiskundeleraar. Van hem leerde hij de fijne kneepjes van de wiskunde, wat hem later van pas kwam bij zijn opleiding en carrière. Tijdens zijn studie was Links' favoriete onderwerp het omzetten van data naar informatie, specifiek het oplossen van problemen door middel van getallen.
Links behaalde een master in toegepaste wiskunde en een bachelor in elektrisch ingenieur van de Universiteit Twente. Daarnaast verkreeg hij een certificaat bedrijfskunde van de Fuqua School of Business van Duke University in Durham. In 1979 richtte hij zijn eerste bedrijf op, genaamd Information Links. 

## Carrière
In 1982 studeerde Links af aan de Universiteit Twente, waarna hij aan de slag ging als productmanager bij het National Cash Register. Onder zĳn toezicht werd in 1990 's werelds eerste draadloze LAN-product uitgebracht: WaveLAN. Links bleef - ondanks overnames door AT&T, Lucent Technologies en Agere Systems - werken aan het verbeteren van de technologie. Uiteindelĳk leverde Agere Systems dit een miljoenenmarkt op. In 1996 werd Links algemeen directeur van de wifi-afdeling en sloot in 1999 een deal met Steve Jobs (Apple) om wifi in Macs te implementeren. Door deze deal werd draadloos LAN de standaard die thans bekend is als Wi-Fi (wifi).
Links heeft tevens invloed gehad op de technologie van de Zigbee Alliance (thans: Connectivity Standards Alliance (CSA)), Thread, Matter en het internet der dingen (IoT). Van 1991 tot 2002 was Links betrokken bĳ het IEEE 802.11-standaardisatiecomité en de Wi-Fi Alliance.
In 2004 richtte Links het bedrĳf GreenPeak Technologies op (oorspronkelĳk onder de naam Xanadu Wireless). GreenPeak is een fabless halfgeleiderbedrĳf dat zich met name richt op domotica- en internet der dingen (IoT)-applicaties. Er zĳn meer dan 100 personen werkzaam bĳ het bedrĳf. In mei 2016 werd GreenPeak Technologies overgenomen door Qorvo.
Op 15 augustus 2023 werd bekendgemaakt dat Links CEO werd van start-up Superlight Photonics in Twente.

## Prĳzen en onderscheidingen
Links werd in januari 2017 erkend als wifipionier. Hiervoor ontving hĳ de Golden Mousetrap Lifetime Achievement-prĳs.
In mei 2019 werd Links opgenomen in de Wi-Fi NOW Hall of Fame. Op 29 oktober 2019 ontving het oorspronkelĳke WaveLAN-team een IEEE Milestone Award, waarbĳ WaveLAN erkend werd als de voorloper van wifi. Het evenement vond plaats op het stadhuis van Nieuwegein, aangezien een aanzienlĳk deel van de WaveLAN-ontwikkeling in die stad had plaatsgevonden. Tĳdens het evenement ontving Links tevens het ereburgerschap van Nieuwegein.